# Angelo Grimaldi
Angelo Grimaldi ist ein italienischer Fernsehregisseur.
Grimaldi war neben seiner Arbeit für das italienische Fernsehen und als Agent zahlreicher Schauspieler mit einem Kompilationsfilm über die letzten Tage des Regimes Mussolini in den Kinos seines Heimatlandes vertreten. La repubblica di Mussolini R.S.I. entstand 1975.